# Matthew Pinsent
Matthew Pinsent CBE (Holt, Regne Unit 1970) és un remador anglès, ja retirat, guanyador de quatre medalles olímpiques.

## Biografia
Va néixer el 10 d'octubre de 1970 a la ciutat de Holt, població situada al comtat de Norfolk. És descendent de John Howard, 1r duc de Norfolk i, per tant, d'Enric I d'Anglaterra i Guillem el Conqueridor.
El 1993 fou nomenat membre de l'Orde de l'Imperi Britànic, sent ascendit al grau de comandant el 2001. El 31 de desembre de 2004 fou nomenat Knight Bachelor.

## Carrera esportiva
Va participar, als 21 anys, en els Jocs Olímpics d'Estiu de 1992 celebrats a Barcelona (Catalunya), on aconseguí guanyar la medalla d'or en la prova masculina de dos sense timoner al costat de Steve Redgrave. En els Jocs Olímpics d'Estiu de 1996 realitzats a Atlanta (Estats Units) aconseguí revalidar novament el seu títol olímpic al costat de Redgrave. En els Jocs Olímpics d'Estiu de 2000 realitzats a Sydney (Austràlia) guanyà una nova medalla d'or en la prova masculina de quatre sense timoner, un metall que repetí en els Jocs Olímpics d'Estiu de 2004 realitzats a Atenes (Grècia).
Al llarg de la seva carrera ha guanyat 12 medalles en el Campionat del Món de rem, destacant 10 medalles d'or, així com el Mundial Junior l'any 1988.
L'any 2002 fou escollit membre del Comitè Olímpic Internacional (COI), càrrec que desenvolupà fins al 2004. En retirar-se de la competició activa s'ha dedicat a ser comentarista esportiva per a la BBC.